# La Chapelle-Montbrandeix
La Chapelle-Montbrandeix è un comune francese di 258 abitanti situato nel dipartimento dell'Alta Vienne nella regione della Nuova Aquitania.

## Storia

### Simboli
alias:

## Monumenti e luoghi d'interesse

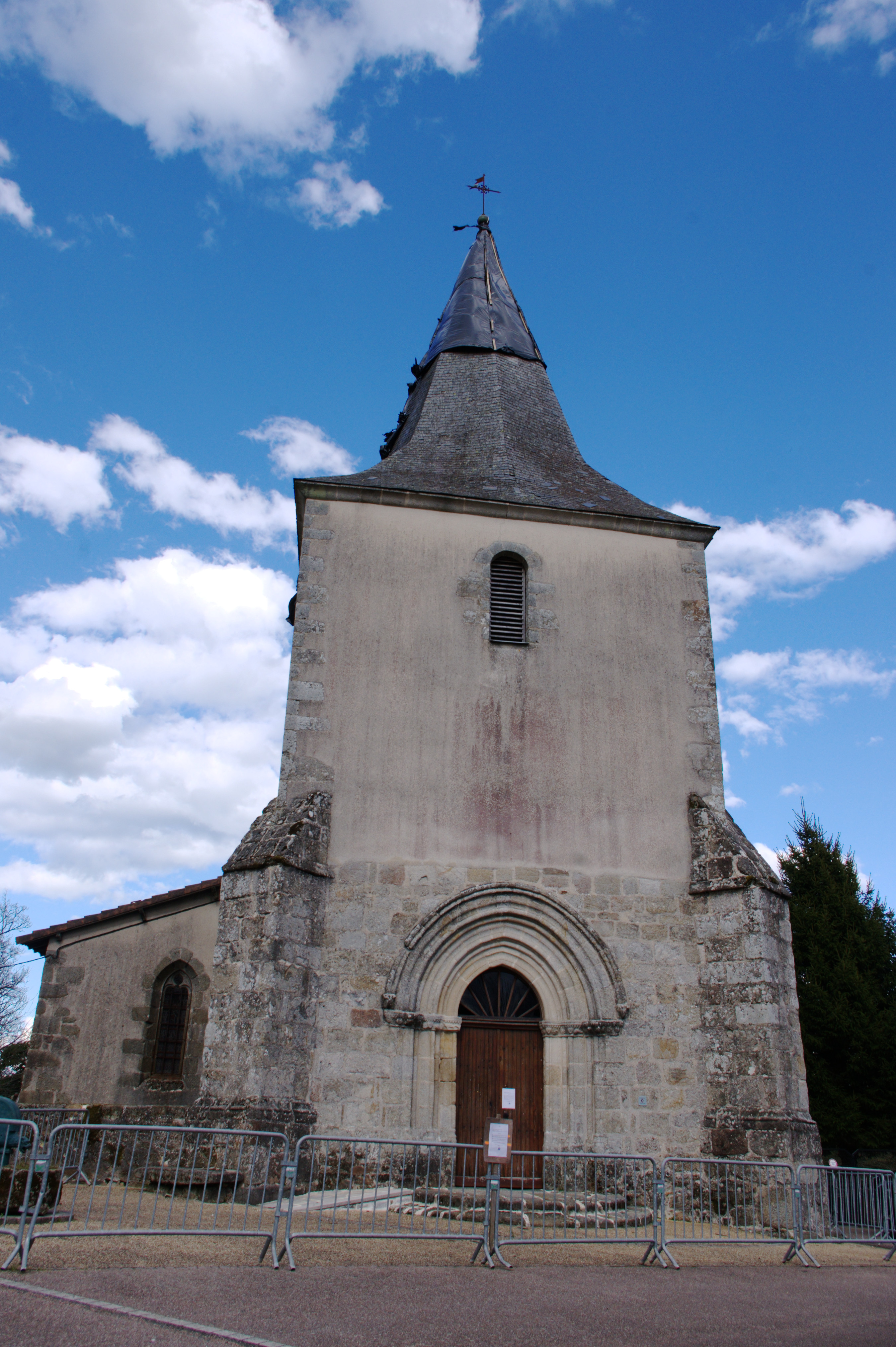
Chiesa di San Lorenzo

- Rovine gallo-romane
- Chiesa di San Lorenzo

## Società

### Evoluzione demografica
Abitanti censiti